# Plymouth Belvedere
La Belvedere è un'autovettura prodotta dalla Plymouth dal 1954 al 1970. Dal 1954 al 1964 fece parte della categoria delle vetture full-size, mentre dal 1965 al 1970 appartenne alla classe dei modelli mid-size. Negli Stati Uniti è stata assemblata a Highland Park ed a Detroit. La Belvedere era a trazione posteriore ed aveva il motore montato anteriormente. Fu anche prodotta e commercializzata in Australia.

## Le origini: la Plymouth Cranbrook Belvedere
Introdotta il 31 marzo 1951, la Plymouth Cranbrook Belvedere fu un modello full-size che venne offerto con un solo tipo di carrozzeria, hardtop due porte. Fu il primo veicolo Plymouth ad avere questo genere di corpo vettura, e venne introdotto per essere la risposta al lancio della Chevrolet Bel Air. La Plymouth Cranbrook Belvedere fu la prima hardtop commercializzata negli Stati Uniti ad appartenere alla fascia di mercato medio-bassa. Ebbe un buon successo.
La Plymouth Cranbrook Belvedere non era un modello a parte, ma apparteneva alla gamma della Cranbrook. La Cranbrook Belvedere aveva montato un motore a sei cilindri in linea da 3,6 L di cilindrata avente un rapporto di compressione di 7:1, che erogava 97 CV di potenza. Durante il primo anno in cui fu in commercio, il prezzo di vendita era di 2.114 dollari. Uscì di produzione nel 1953. 

## La prima serie: 1954

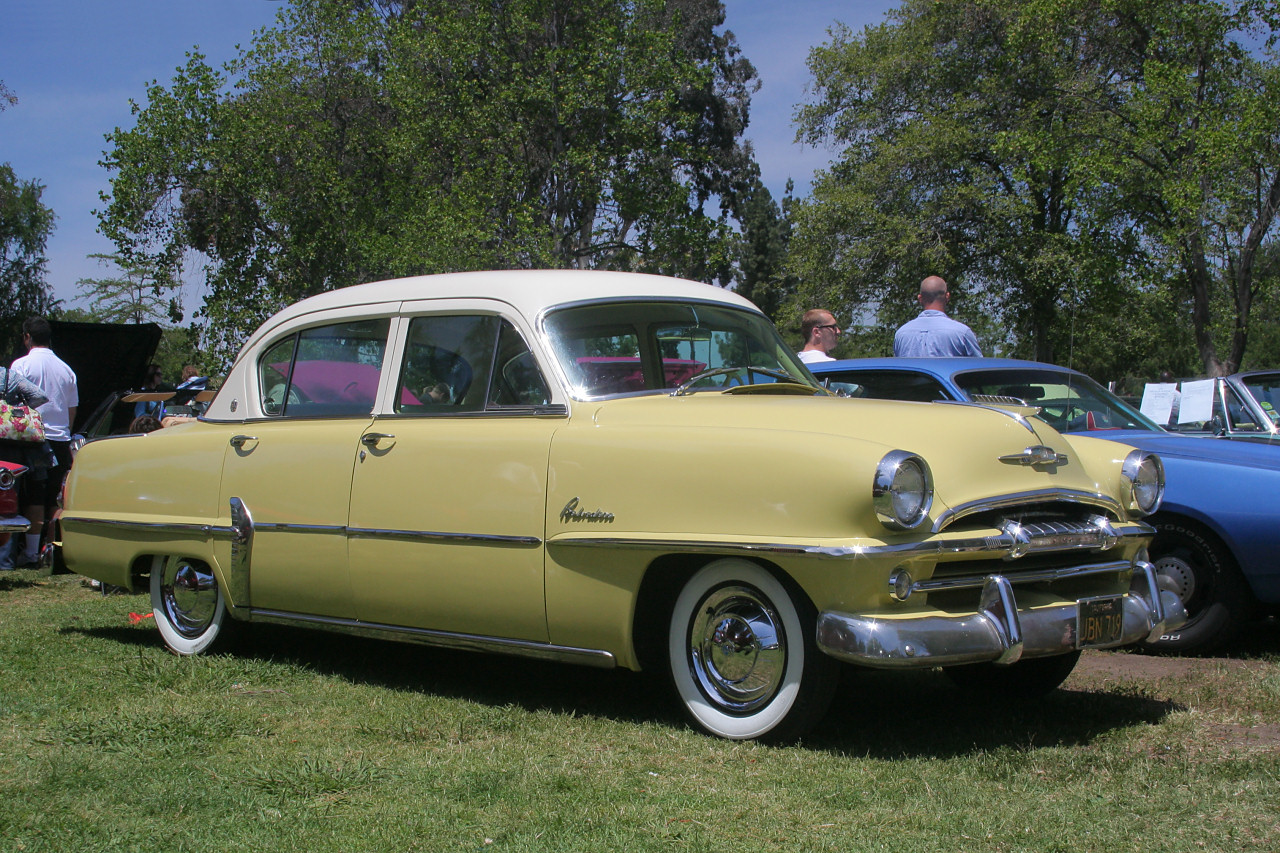
Una Plymouth Belvedere berlina del 1954

La Belvedere, diventata un modello a sé stante, sostituì l'intera gamma della Cranbrook nel 1954. Ora, oltre alla versione hardtop, il cliente poteva scegliere anche tra le versioni cabriolet due porte, familiare due porte e berlina quattro porte. Il modello era adornato da delle cromature posizionate intorno ai fanali posteriori ed apparteneva alla categoria di vetture full-size. I motori disponibili erano due, entrambi a sei cilindri in linea. Il primo aveva una cilindrata di 3,6 L, mentre il secondo da 3,7 L. Di questa prima serie di Belvedere ne furono prodotte 32.492 unità.

## La seconda serie: 1955–1956

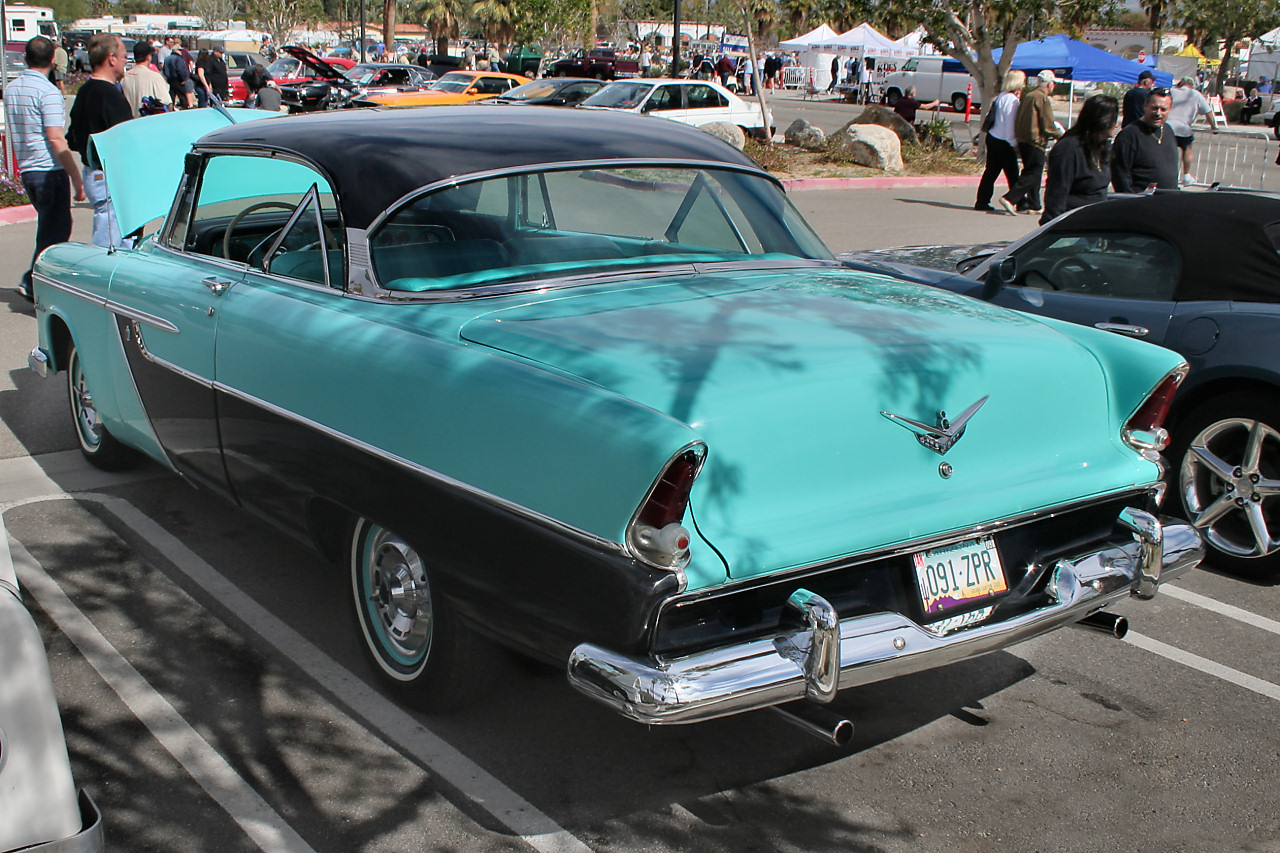
Il retro di una Plymouth Belvedere coupé del 1956

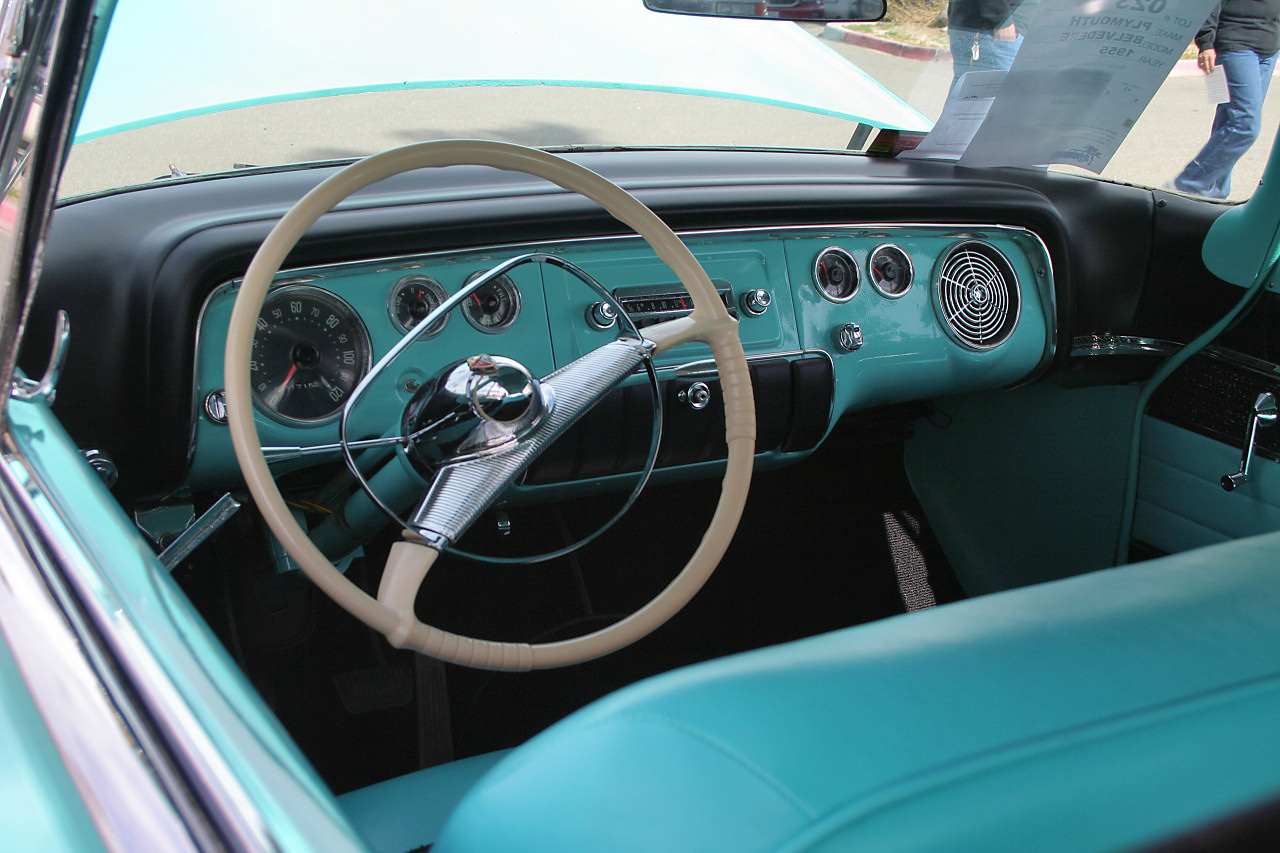
Gli interni di una Plymouth Belvedere coupé del 1955

Tutte le Plymouth furono aggiornate nel 1955, e la Belvedere non fu un'eccezione. Infatti, questo fu il primo anno dell'applicazione dello stile "Forward Look" di Virgil Exner, che coinvolse tutti i modelli del gruppo. Nel 1956 Le Belvedere fu riveduta nuovamente. Nell'occasione fu aggiornata la parte posteriore del corpo vettura e venne introdotto, per la prima volta sul mercato statunitense, un cambio automatico dove le marce erano selezionate grazie alla pressione di un bottone. Nello stesso anno, vennero introdotte sulla Belvedere le cinture di sicurezza. Con l'introduzione della Fury, nel 1956 la Belvedere fu declassata a modello di media gamma, subito sopra la Plaza e la Savoy, pur rimanendo nella categoria delle vetture full-size. La Fury, però, faceva parte della gamma Belvedere e non era ancora un modello a sé stante.
I motori disponibili furono un sei cilindri in linea da 3,8 L e dei V8 da 3,9 L, 4.3 L, 4,5 L, 5,2 L e 5,6 L.  Su questa serie di Belvedere era disponibile solo un cambio automatico a due rapporti.

## La terza serie: 1957–1959

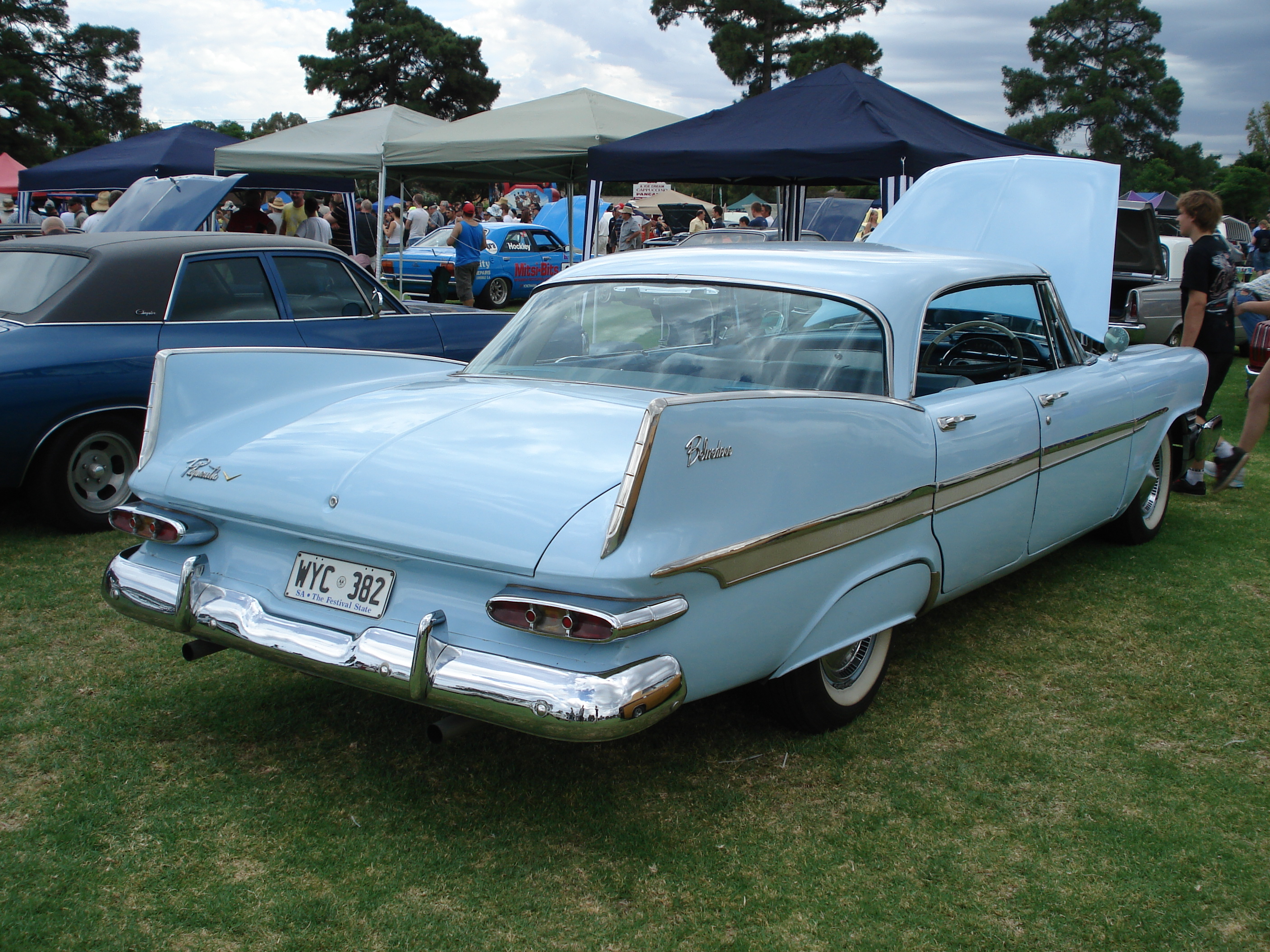
Una Plymouth Belvedere quattro porte hardtop del 1959

Nel 1957 la Belvedere fu oggetto di un profondo rinnovamento che coinvolse anche gli altri modelli del gruppo.  La Belvedere era ancora collocata sotto la Fury, che era sempre un modello facente parte della gamma del modello menzionato. Nell'occasione fu introdotto un motore V8 da 5,2 L con doppio carburatore a quadruplo corpo, che era montato di serie sulla Fury, ma era comunque disponibile tra le opzioni su tutte le altre Plymouth.
La Belvedere tornò al top della gamma nel 1958. Nell'occasione il modello fu aggiornato con l'installazione di fanali anteriori rettangolari. Fu anche introdotto un motore V8 da 5,7 L dotato di due carburatori quadruplo corpo, che era denominato "Golden Commando" e che era opzionale su tutti i modelli. I motori disponibili furono un sei cilindri in linea da 3,8 L, e dei V8 da 3,9 L, 4.3 L, 4,5 L e 5,6 L.  La versione cabriolet fu prodotta fino al 1958. Su questa serie di Belvedere era disponibile solo un tipo cambio, vale a dire una trasmissione automatica a due rapporti.

## La quarta serie: 1960–1961
Nel 1960 la Belvedere fu aggiornata nuovamente. La novità più importante fu l'introduzione di un nuovo motore in linea a sei cilindri che era conosciuto come "slant-6". Possedeva una cilindrata di 3,7 L ed aveva una caratteristica molto particolare: il monoblocco era inclinato di 30° a destra per poter abbassare la linea del cofano, senza però pregiudicare il raggiungimento della cilindrata voluta. Questo motore era a valvole in testa ed era dotato di un carburatore monocorpo Holley. Gli altri motori disponibili furono un sei cilindri in linea da 3,8 L, e dei V8 da 3,9 L, 4.3 L, 4,5 L, 5,2 L, 5,6 L e 5,7 L. Anche su questa serie di Belvedere l'unico cambio disponibile era automatico a due rapporti.

## La quinta serie: 1962–1964

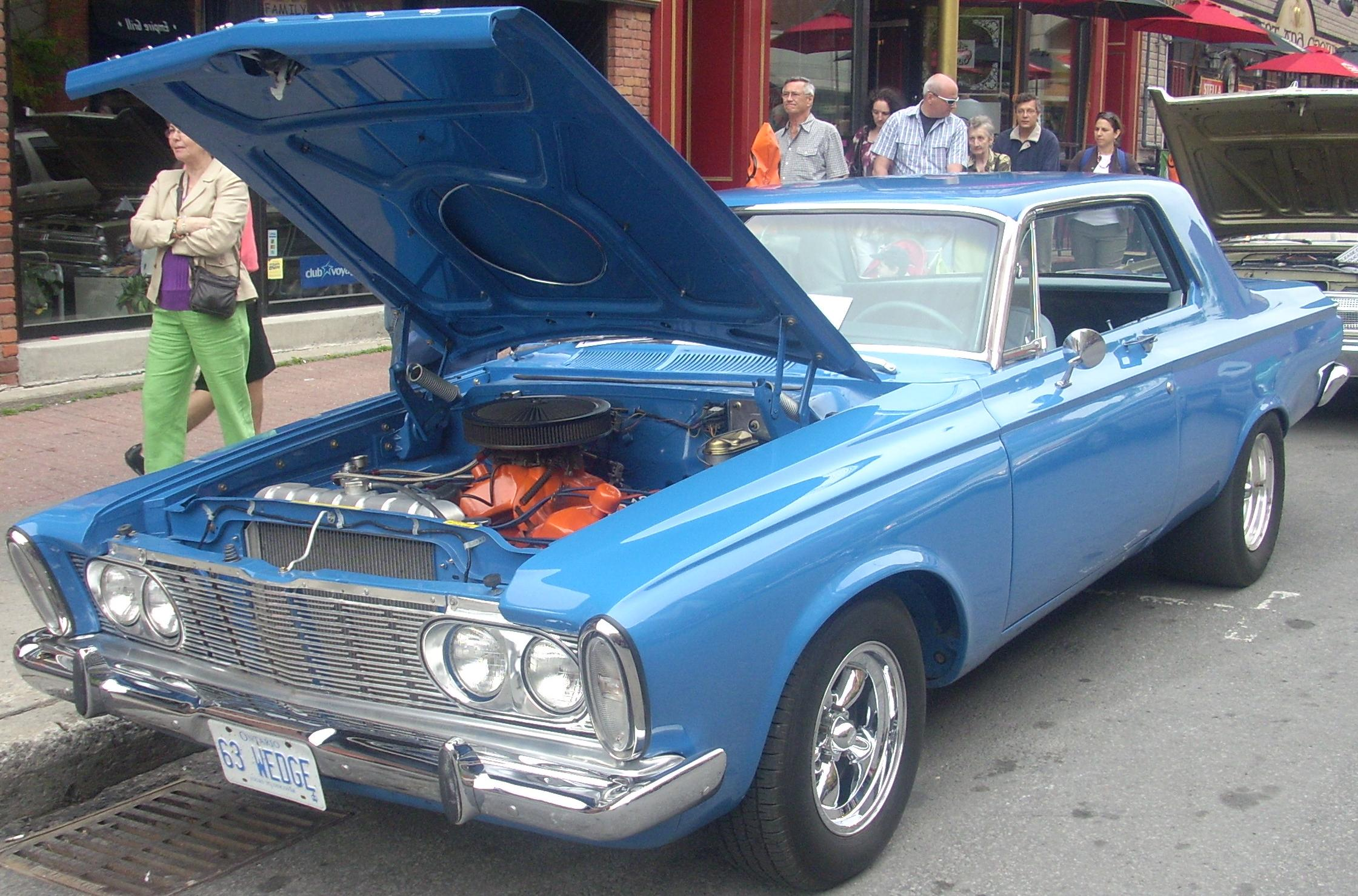
Una Plymouth Belvedere coupé del 1963

Dal 1962 tutte le Plympouth full-size furono rimpicciolite. All'epoca, gli statunitensi preferivano le auto di grandi dimensioni, e perciò le vendite soffrirono. In seguito, grazie alle dimensioni contenute ed al peso ridotto, questa serie di Belvedere diventò gettonata nelle serie dragster.
Questa serie di Belvedere era basata sul pianale B del gruppo Chrysler ed aveva il corpo vettura a monoscocca. Nel 1964 la Belvedere fu dotata di un tettuccio inclinato verso la parte posteriore e ciò portò ad un significativo incremento delle vendite.
La Belvedere del 1964 diventò famosa anche perché fu il modello su cui debuttò il motore V8 Hemi da 7 L, che era caratterizzato, tra l'altro, da valvole più grandi. Tre esemplari di questa versione giunsero nelle prime tre posizioni della Daytona 500 del 1964. Al primo posto arrivò Richard Petty. Gli altri motori disponibili furono un sei cilindri in linea da 3,7 L ed un V8 da 6,3 L.

## La sesta serie: 1965–1967

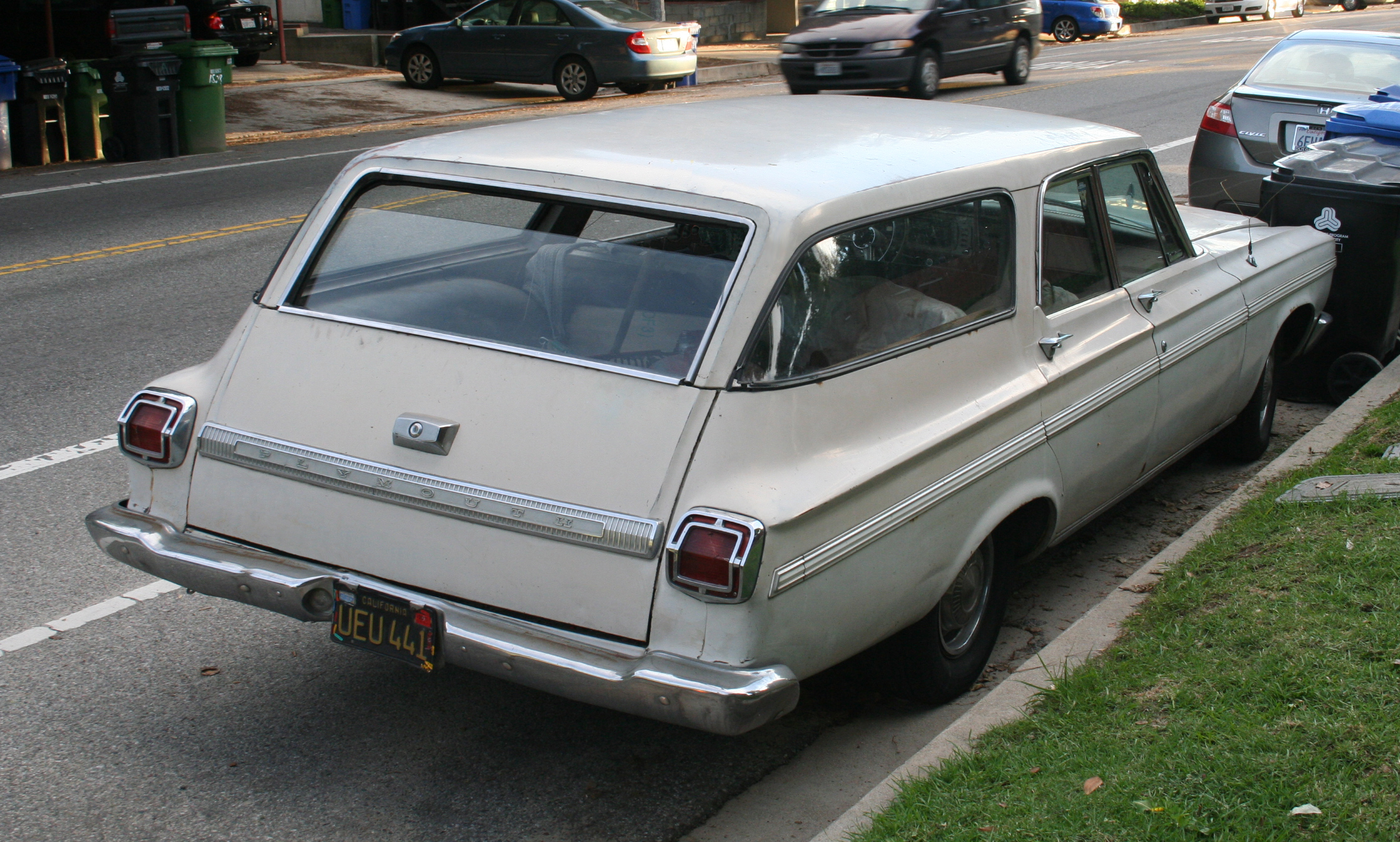
Una Plymouth Belvedere familiare del 1965

Nel 1965 la Belvedere fu spostata dalla categoria delle vetture full-size a quella della classe dei modelli mid-size. I motori disponibili per questa serie di Belvedere furono dei V8 da 4.5 L, 5,2 L, 5,6 L, 5,9 L, 6,3 L ed il V8 Hemi da 7 L. Basata sul pianale B del gruppo Chrysler, questa serie di Belvedere era disponibile con due tipi di cambi, cioè una trasmissione manuale a tre rapporti ed un cambio automatico a due rapporti. Una Belvedere del 1967 è apparsa nella serie televisiva Adam-12, dove era guidata come auto di servizio dai due poliziotti protagonisti del telefilm. Nel 1967 fu lanciata la versione ad altre prestazioni del modello, la Belvedere GTX, che restò in commercio un solo anno. In seguito, diventò infatti un modello a sé stante.

## La settima serie: 1968–1970
Nel 1968 alla Belvedere fu cambiata la linea del tettuccio per seguire la tendenza stilistica della Charger che portò il modello ad avere una forma che all'epoca era definita “bottiglia della Coca-Cola”. I motori disponibili su questa serie di Belvedere, che era basata sul pianale B della Chrysler, furono dei V8 da 4,5 L, 5,2 L, 5,6 L, 5,9 L, 6,3 L e da 7 L.
La Belvedere fu tolta di produzione alla fine del model year 1970 e venne sostituita dalla Plymouth Satellite, il cui nome, in precedenza, era associato alla versione al top di gamma della Belvedere stessa.